# La Résistance
La Résistance è stata una stable di wrestling attiva nella World Wrestling Entertainment tra il 2003 e il 2005 e nella Ohio Valley Wrestling tra il 2006 e il 2007, composta da René Duprée, Rob Conway e Sylvain Grenier (inizialmente era composta dai soli Dupreé e Grenier).
In totale hanno vinto quattro volte il World Tag Team Championship.

## Storia

### World Wrestling Entertainment (2003–2005)
L'angle della Résistance incominciò nel febbraio 2003. Durante il pay-per-view No Way Out, svoltosi a Montréal, nel main event la WWE usò una replica dello Screwjob di Montréal. Sylvain Grenier lavorò come arbitro per due mesi prima del rematch tra Hulk Hogan e The Rock. Durante il predetto match, Grenier contribuì alla sconfitta di Hogan. Più tardi venne annunciato che Grenier era un franco-canadese.
La stable annunciò il debutto in varie vignette mandate in onda a Raw con Sylvain Grenier e René Duprée con la gimmick heel di due arroganti francesi molto patriottici. Grenier e Duprée debuttarono nella puntata di Raw del 28 aprile 2003 dove attaccarono Scott Steiner. La Résistance iniziò in seguito un feud con Test e Scott Steiner, che vide trionfare gli invasori francesi il 18 maggio a Judgment Day. Il 15 giugno, a Bad Blood, Duprée e Grenier conquistarono il World Tag Team Championship sconfiggendo Kane e Rob Van Dam; con questa vittoria Duprée divenne il più giovane vincitore del titolo a 19 anni. Il 24 agosto, a SummerSlam, Duprée e Grenier difesero con successo i titoli contro i titoli contro i Dudley Boyz (Bubba Ray Dudley e D-Von Dudley) grazie all'intervento scorretto di Rob Conway, che in seguito si unirà alla stable. Il 21 settembre, ad Unforgiven, Duprée e Grenier persero i titoli contro i Dudley Boyz in un 3-on-2 Handicap Tables match nel quale Rob Conway fece coppia con La Résistance. A seguito di un infortunio di Grenier, dunque, Conway prese il suo posto e, insieme a Duprée, la Résistance cercò di conquistare nuovamente il World Tag Team Championship il 14 dicembre ad Armageddon in un Tag Team Turmoil match ma vennero eliminati per primi da The Hurricane e Rosey. Il 14 marzo 2004, a WrestleMania XX, Duprée e Conway parteciparono ad un Fatal 4-Way match con in palio il World Tag Team Championship assieme ai campioni Booker T e Rob Van Dam, i Dudley Boyz e Garrison Cade e Mark Jindrak ma il match venne vinto dai campioni, che mantennero così i titoli di coppia. A seguito del passaggio di Duprée a SmackDown!, Grenier tornò dall'infortunio e si riunì con Conway; da quel momento, Conway e Grenier cambiarono gimmick in ambasciatori del Québec anziché della Francia. I due riconquistarono il World Tag Team Championship nella puntata di Raw del 31 maggio sconfiggendo Chris Benoit e Edge. Il 12 settembre, ad Unforgiven, Conway e Grenier difesero con successo i titoli contro Rhyno e Tajiri. Il 19 ottobre, a Taboo Tuesday, Conway e Grenier persero i titoli a favore del solo Chris Benoit, poiché Edge aveva abbandonato l'incontro effettuando un turn heel. Questo tuttavia durò solo 13 giorni poiché Conway e Grenier riconquistarono i titoli nella puntata di Raw del 1º novembre. Tuttavia due settimane dopo, a Raw, la Résistance perse nuovamente i titoli a favore di Eugene e William Regal in un Three-way Elimination match che includeva anche Rhyno e Tajiri. Il 16 gennaio 2005, durante un house show, Conway e Grenier sconfissero Regal e Jonathan Coachman (che era in sostituzione dell'infortunato Eugene) conquistando il World Tag Team Championship per la terza volta. Circa due settimane dopo, però, Conway e Grenier persero nuovamente i titoli durante una puntata di Raw svoltasi in Giappone a favore di William Regal e Tajiri.

### Ohio Valley Wrestling (2006–2007)
Mentre erano nella Ohio Valley Wrestling, Conway e Sylvain Grenier riformarono La Résistance il 15 novembre 2006, dove andarono all'assalto dell'OVW Southern Tag Team Championship di Cody Runnels e Shawn Spears senza successo.
I due membri originali, Duprée e Grenier, tornarono nel roster principale il 20 febbraio 2007 come La Résistance. Tuttavia, dopo aver lavorato per la OVW e per il brand ECW, il 1º marzo 2007 Duprée venne sospeso per una violazione del Health and Wellness. Conway e Grenier continuarono a lottare in vari dark match della OVW fino a quando Conway non venne rilasciato dalla WWE l'11 maggio 2007. Stessa sorte toccò anche a Duprée prima (26 luglio) e a Grenier poi (13 agosto), segnando definitivamente la fine de La Résistance.

## Nel wrestling

### Mosse finali
- Reneé Duprée e Sylvain Grenier
  - Double spinebuster
  - Back side slam (Sylvain Grenier) e Neckbreaker (René Duprée) in combinazione
- Rob Conway e Sylvain Grenier
  - Double swinging neckbreaker
  - Bearhug (Rob Conway) e Running clothesline (Sylvain Grenier) in combinazione

### Musiche d'ingresso
- Final Force di Jim Johnston (2003–2005; 2006–2007)

## Titoli e riconoscimenti
- World Wrestling Entertainment
  - WWE World Tag Team Championship (4) – Rob Conway e Sylvain Grenier (3), René Duprée e Sylvain Grenier (1)
- Wrestling Observer Newsletter
  - Worst Tag Team (2003) – René Duprée e Sylvain Grenier